# La Civil
La Civil este un film dramatic lansat în 2021, în cadrul Festivalului de Film de la Cannes, unde i-a fost acordat Premiul pentru Curaj la secțiunea Un Certain Regard. Pelicula, regizată de Teodora Ana Mihai, a fost filmată în Mexic în noiembrie-decembrie 2020, în timpul pandemiei de COVID-19.

## Sinopsis
Cielo (Arcelia Ramírez) este o femeie mexicană a cărei fiică este răpită de un cartel de droguri. Autoritățile refuză să o ajute să își recupereze fiica, așadar rolul de mamă al lui Cielo devine unul de activistă care face orice pentru a-și atinge scopul.

## Distribuție
- Arcelia Ramírez ca Cielo
- Álvaro Guerrero ca Gustavo
- Jorge A. Jimenez ca Lamarque
- Ayelén Muzo ca Robles